# Liste der Biografien/Schmidh
Liste der Biografien |
Portal Biografien |
Personensuche
# |
A |
B |
C |
D |
E |
F |
G |
H |
I |
J |
K |
L |
M |
N |
O |
P |
Q |
R |
S |
T |
U |
V |
W |
X |
Y |
Z |
?
 
Sa |
Sb |
Sc |
Sd |
Se |
Sf |
Sg |
Sh |
Si |
Sj |
Sk |
Sl |
Sm |
Sn |
So |
Sp |
Sq |
Sr |
Ss |
St |
Su |
Sv |
Sw |
Sy |
Sz
 
Sca–Sce |
Sch |
Sci–Scz
 
Scha |
Schc |
Schd |
Sche |
Schg |
Schi |
Schj |
Schk |
Schl |
Schm |
Schn |
Scho |
Schp |
Schr |
Schs |
Scht |
Schu |
Schv |
Schw |
Schy
 
Schma |
Schme |
Schmi |
Schmo |
Schmu |
Schmy
 
Schmic |
Schmid |
Schmie |
Schmig |
Schmik |
Schmil |
Schmin |
Schmir |
Schmis |
Schmit
 
Schmida |
Schmidb |
Schmide |
Schmidf |
Schmidg |
Schmidh |
Schmidi |
Schmidj |
Schmidk |
Schmidl |
Schmidm |
Schmidp |
Schmidr |
Schmids |
Schmidt |
Schmid, A |
Schmid, B |
Schmid, C |
Schmid, D |
Schmid, E |
Schmid, F |
Schmid, G |
Schmid, H |
Schmid, I |
Schmid, J |
Schmid, K |
Schmid, L |
Schmid, M |
Schmid, N |
Schmid, O |
Schmid, P |
Schmid, R |
Schmid, S |
Schmid, T |
Schmid, U |
Schmid, V |
Schmid, W |
Schmid, Y
Die Liste der Biografien führt alle Personen auf, die in der deutschsprachigen Wikipedia einen Artikel haben. Dieses ist eine Teilliste mit 43 Einträgen von Personen, deren Namen mit den Buchstaben „Schmidh“ beginnt.

## Schmidh

### Schmidha
- Schmidhagen, Reinhard (1914–1945), deutscher Maler und Holzschneider des Spätexpressionismus
- Schmidhalter, Paul (1931–2005), Schweizer Politiker
- Schmidhammer, Arpad (1857–1921), deutscher Karikaturist und Illustrator
- Schmidhauser, Corinne (* 1964), Schweizer Skirennfahrerin und Politikerin
- Schmidhäuser, Eberhard (1920–2002), deutscher Rechtswissenschaftler
- Schmidhauser, Hannes (1926–2000), Schweizer Filmschauspieler, Drehbuchautor und Regisseur
- Schmidhauser, John R. (1922–2018), US-amerikanischer Politiker
- Schmidhauser, Julius (1893–1970), Schweizer Philosoph
- Schmidhäuser, Karl Friedrich (1840–1894), württembergischer Regierungspräsident
- Schmidhauser, Paul (* 1948), Schweizer Songwriter, Sänger, Musiker und Texter
- Schmidhauser, Theo (* 1959), Schweizer Sportkegler
- Schmidhäußler, Hermann (1875–1963), deutscher Architekt, Baubeamter und Kommunalpolitiker

### Schmidhe
- Schmidheiny, Alexander (1951–1992), Schweizer Kunstsammler und Unternehmer
- Schmidheiny, Ernst (1871–1935), Schweizer Industrieller und Politiker
- Schmidheiny, Ernst (1902–1985), Schweizer Industrieller
- Schmidheiny, Jacob (1838–1905), Schweizer Unternehmer und Pionier
- Schmidheiny, Jacob (1875–1955), Schweizer Industrieller, Pionier der Ziegelindustrie und Politiker
- Schmidheiny, Jacob (* 1943), Schweizer Unternehmer
- Schmidheiny, Max (1908–1991), Schweizer Unternehmer, Politiker und Stifter
- Schmidheiny, Peter (1908–2001), Schweizer Industrieller
- Schmidheiny, Stephan (* 1947), Schweizer UnternehmerStephan Schmidheiny (* 1947)

Stephan Schmidheiny (* 1947)

- Schmidheiny, Thomas (* 1945), Schweizer Unternehmer und Kunstsammler

### Schmidho
- Schmidhofer, Hans (1912–1945), österreichischer Politiker (NSDAP), MdR
- Schmidhofer, Karl (1915–2007), römisch-katholischer Geistlicher, Theologe und Professor
- Schmidhofer, Karl (* 1962), österreichischer Politiker (ÖVP), Abgeordneter zum Nationalrat
- Schmidhofer, Martin (1924–2018), deutscher Schauspieler und Standfotograf
- Schmidhofer, Nicole (* 1989), österreichische Skirennläuferin

### Schmidhu
- Schmidhuber, Aron (* 1947), deutscher Fußballschiedsrichter
- Schmidhuber, August (1901–1947), deutscher Offizier, SS-Brigadeführer und Generalmajor der Waffen-SS
- Schmidhuber, Cäcilia (* 1880), Ordensfrau und Komponistin in Salzburg
- Schmidhuber, Engelbert (* 1916), deutscher Fußballspieler
- Schmidhuber, Gerhard (1894–1945), deutscher Generalmajor im Zweiten Weltkrieg
- Schmidhuber, Heinrich (1811–1867), deutscher Bergbeamter
- Schmidhuber, Heinrich (1936–2023), deutscher Bankmanager, Politiker (CSU), MdL und Fußballfunktionär
- Schmidhuber, Helga (* 1972), deutsche Malerin und Grafikerin
- Schmidhuber, Holger (* 1970), deutscher Unternehmer und Hochschullehrer
- Schmidhuber, Josef (1914–1969), österreichischer Komponist
- Schmidhuber, Josef (1924–1990), deutscher Chorleiter, Organist, Dirigent und Musikpädagoge
- Schmidhuber, Jürgen (* 1963), deutscher InformatikerJürgen Schmidhuber (* 1963)

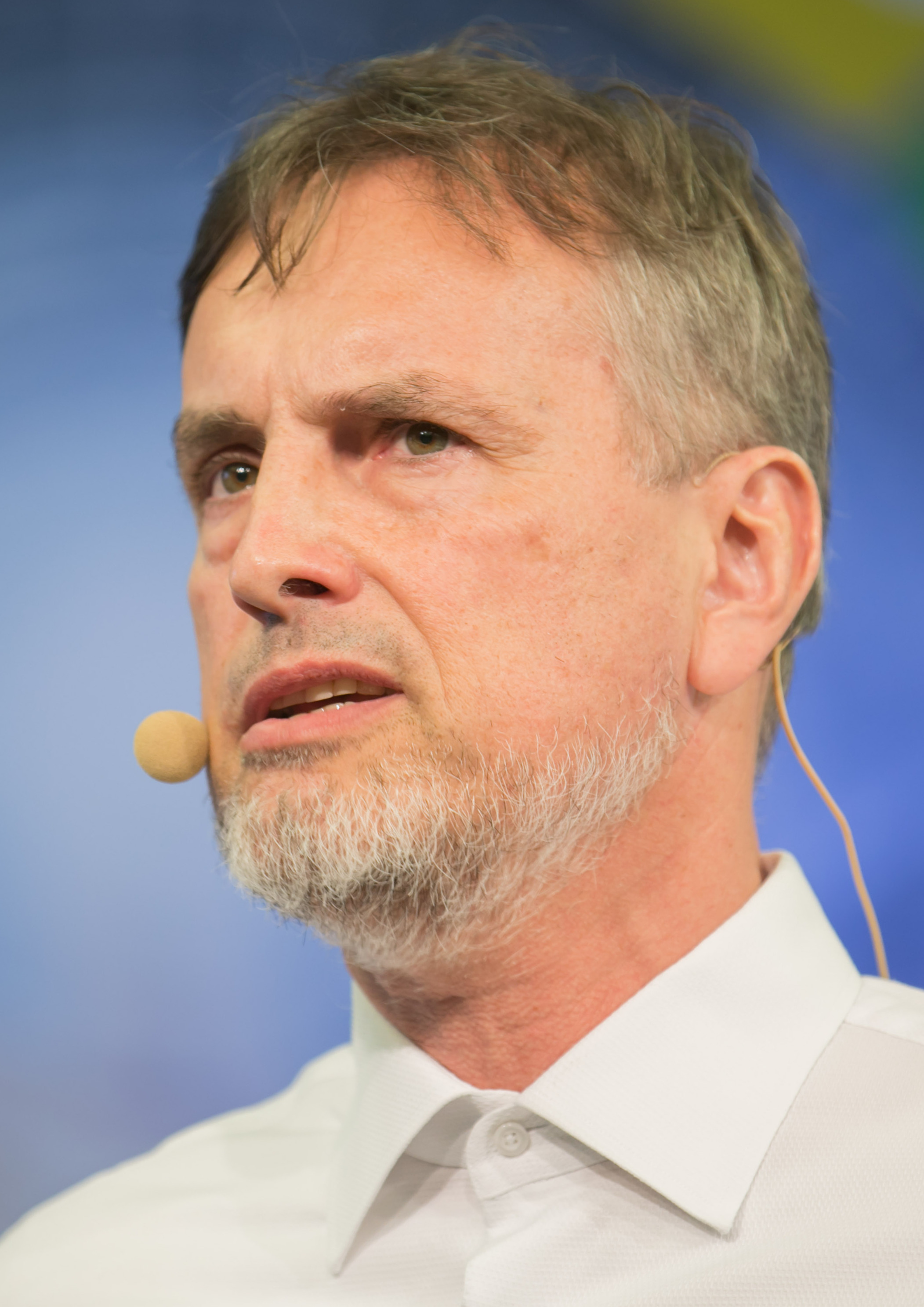
Jürgen Schmidhuber (* 1963)

- Schmidhuber, Karl Friedrich (1895–1967), deutscher Zahnmediziner
- Schmidhuber, Martina (* 1981), österreichische Medizinethikerin
- Schmidhuber, Peter (1931–2020), deutscher Politiker (CSU), MdL, MdB
- Schmidhuber, Wilhelm (1898–1965), deutscher Diplomat und Politiker (BP)